# Campeonato Mundial de Atletismo Sub-20 de 2016 - 800 m feminino
A prova dos 800 metros rasos feminino do Campeonato Mundial de Atletismo Sub-20 de 2016 ocorreu entre os dias 19 e 21 de julho em Bydgoszcz, na Polônia. 

## Recordes
Antes desta competição, os recordes mundiais e do campeonato nesta prova eram os seguintes:
|     | Nome                | Nacionalidade | Tempo   | Local     | Data                 |
| --- | ------------------- | ------------- | ------- | --------- | -------------------- |
| WJR | Pamela Jelimo       | Quênia        | 1:54.01 | Zurique   | 29 de agosto de 2008 |
| CR  | Elena Mirela Lavric | Roménia       | 2:00.06 | Bydgoszcz | 11 de julho de 2008  |
| WJL | Habitam Alemu       | Etiópia       | 1:59.14 | Doha      | 6 de maio de 2016    |

## Medalhistas
| Ouro                  | Prata                | Bronze              |
| Samantha Watson (USA) | Aaliyah Miller (USA) | Tigist Ketema (ETH) |

## Cronograma
Todos os horários são locais (UTC+1).
| Data        | Hora  | Evento        |
| ----------- | ----- | ------------- |
| 19 de julho | 11:10 | Eliminatórias |
| 20 de julho | 18:45 | Semifinal     |
| 21 de julho | 20:45 | Final         |

## Resultados

### Eliminatórias
Qualificação: Os 4 primeiros de cada bateria (Q) e os 4 tempos mais rápidos (q). 
| Posição | Bateria | Atleta                | Nacionalidade  | Tempo   | Notas     |
| ------- | ------- | --------------------- | -------------- | ------- | --------- |
| 1       | 2       | Tigist Ketema         | Etiópia        | 2:05.51 | Q         |
| 2       | 2       | Josephine Kiplangat   | Quênia         | 2:05.69 | Q         |
| 3       | 2       | Sarah Billings        | Austrália      | 2:06.13 | Q         |
| 4       | 1       | Marta Hirpato         | Bahrein        | 2:06.21 | Q         |
| 5       | 1       | Foziya Niguse         | Etiópia        | 2:06.25 | Q         |
| 6       | 2       | Jazz Shukla           | Canadá         | 2:06.59 | Q,        |
| 7       | 2       | Abitha Mary Manuel    | Índia          | 2:06.91 | q,        |
| 8       | 4       | Samantha Watson       | Estados Unidos | 2:07.30 | Q         |
| 9       | 4       | Elise Vanderelst      | Bélgica        | 2:07.70 | Q         |
| 10      | 4       | Mareen Kalis          | Alemanha       | 2:07.95 | Q         |
| 11      | 3       | Alison Andrews-Paul   | Nova Zelândia  | 2:08.13 | Q         |
| 12      | 1       | Adrianna Czapla       | Polónia        | 2:08.16 | Q         |
| 13      | 1       | Aaliyah Miller        | Estados Unidos | 2:08.21 | Q         |
| 14      | 2       | Nataliya Pyrozhenko   | Ucrânia        | 2:08.31 | q         |
| 15      | 1       | Carla Sweeney         | Irlanda        | 2:08.41 | q         |
| 16      | 3       | Arletis Thaureaux     | Cuba           | 2:08.44 | Q         |
| 17      | 3       | Victoria Tachinski    | Canadá         | 2:08.48 | Q         |
| 18      | 3       | Alina Ammann          | Alemanha       | 2:08.63 | Q         |
| 19      | 1       | Saija Seppä           | Finlândia      | 2:08.94 | q         |
| 20      | 3       | Lilyana Georgieva     | Bulgária       | 2:09.28 |           |
| 21      | 4       | Salomé Afonso         | Portugal       | 2:09.43 | Q         |
| 22      | 4       | Georgia Hansen        | Austrália      | 2:09.51 |           |
| 23      | 3       | Oliwia Pakuła         | Polónia        | 2:09.53 |           |
| 24      | 2       | Vendula Hluchá        | Chéquia        | 2:09.64 |           |
| 25      | 3       | Amalie Sæten          | Noruega        | 2:09.67 |           |
| 26      | 5       | Betty Chepkemoi Sigei | Quênia         | 2:10.96 | Q         |
| 27      | 5       | Louise Shanahan       | Irlanda        | 2:11.00 | Q         |
| 28      | 5       | Esther Chebet         | Uganda         | 2:11.18 | Q         |
| 29      | 1       | Jarly Marin           | Colômbia       | 2:11.42 |           |
| 30      | 5       | Johana Arrieta        | Colômbia       | 2:11.72 | Q         |
| 31      | 5       | Arina Kleshchukova    | Quirguistão    | 2:11.98 |           |
| 32      | 4       | Honorine Iribagiza    | Ruanda         | 2:12.30 |           |
| 33      | 5       | Elena Bellò           | Itália         | 2:13.05 |           |
| 34      | 5       | Lili Das              | Índia          | 2:13.45 |           |
| 35      | 4       | Zorana Grujić         | Sérvia         | DSQ     | R163.3(a) |
| 36      | 3       | Aminat Alabi          | Nigéria        | DNS     |           |

### Semifinal
Qualificação: Os 2 primeiros de cada bateria (Q) e os 2 tempos mais rápidos (q). 
| Posição | Bateria | Atleta                | Nacionalidade  | Tempo   | Notas                |
| ------- | ------- | --------------------- | -------------- | ------- | -------------------- |
| 1       | 1       | Aaliyah Miller        | Estados Unidos | 2:04.36 | Q                    |
| 2       | 3       | Samantha Watson       | Estados Unidos | 2:04.50 | Q                    |
| 3       | 3       | Victoria Tachinski    | Canadá         | 2:04.55 | Q                    |
| 4       | 2       | Marta Hirpato         | Bahrein        | 2:05.09 | Q                    |
| 5       | 1       | Tigist Ketema         | Etiópia        | 2:05.13 | Q                    |
| 6       | 1       | Elise Vanderelst      | Bélgica        | 2:05.32 | q                    |
| 7       | 2       | Mareen Kalis          | Alemanha       | 2:05.45 | Q                    |
| 8       | 3       | Betty Chepkemoi Sigei | Quênia         | 2:05.46 | q                    |
| 9       | 2       | Arletis Thaureaux     | Cuba           | 2:05.47 | Recorde pessoal      |
| 10      | 2       | Esther Chebet         | Uganda         | 2:05.47 |                      |
| 11      | 1       | Jazz Shukla           | Canadá         | 2:06.24 | Recorde pessoal      |
| 12      | 2       | Alison Andrews-Paul   | Nova Zelândia  | 2:06.32 | Recorde pessoal      |
| 13      | 3       | Foziya Niguse         | Etiópia        | 2:06.84 |                      |
| 14      | 2       | Sarah Billings        | Austrália      | 2:06.86 |                      |
| 15      | 3       | Johana Arrieta        | Colômbia       | 2:07.18 |                      |
| 16      | 3       | Carla Sweeney         | Irlanda        | 2:07.78 |                      |
| 17      | 3       | Saija Seppä           | Finlândia      | 2:07.91 | Recorde pessoal      |
| 18      | 3       | Salomé Afonso         | Portugal       | 2:08.09 |                      |
| 19      | 1       | Alina Ammann          | Alemanha       | 2:08.11 |                      |
| 20      | 1       | Louise Shanahan       | Irlanda        | 2:08.43 | Recorde da temporada |
| 21      | 1       | Nataliya Pyrozhenko   | Ucrânia        | 2:08.44 |                      |
| 22      | 2       | Abitha Mary Manuel    | Índia          | 2:09.80 |                      |
| 23      | 2       | Josephine Kiplangat   | Quênia         | 2:09.98 |                      |
| 24      | 1       | Adrianna Czapla       | Polónia        | 2:11.44 |                      |

### Final
A prova final foi realizada no dia 21 de julho às 20:45. 
| Posição           | Atleta                | Nacionalidade  | Tempo   | Notas |
| ----------------- | --------------------- | -------------- | ------- | ----- |
| Medalha de ouro   | Samantha Watson       | Estados Unidos | 2:04.52 |       |
| Medalha de prata  | Aaliyah Miller        | Estados Unidos | 2:05.06 |       |
| Medalha de bronze | Tigist Ketema         | Etiópia        | 2:05.13 |       |
| 4                 | Elise Vanderelst      | Bélgica        | 2:05.82 |       |
| 5                 | Marta Hirpato         | Bahrein        | 2:06.04 |       |
| 6                 | Victoria Tachinski    | Canadá         | 2:06.11 |       |
| 7                 | Betty Chepkemoi Sigei | Quênia         | 2:06.27 |       |
| 8                 | Mareen Kalis          | Alemanha       | 2:06.32 |       |

Legenda
| Recorde mundial       | Recorde mundial (World record)               |                       | Recorde africano                      | Recorde africano (African) |                                           | Q | Classificado por posição (Qualified) |
| Recorde do campeonato | Recorde do campeonato (Championship record)  | Recorde da América    | Recorde da América (Americas)         | q                          | Classificado por melhor tempo (Qualified) |   |                                      |
| Melhor marca do ano   | Melhor marca do ano (World leading)          | Recorde asiático      | Recorde asiático (Asian)              | DNS                        | Não largou (Did not start)                |   |                                      |
| Recorde nacional      | Recorde nacional (National record)           | Recorde europeu       | Recorde europeu (European)            | DNF                        | Não terminou (Did not finish)             |   |                                      |
| Recorde pessoal       | Recorde pessoal do atleta (Personal best)    | Recorde da Oceania    | Recorde da Oceania (Oceania)          | DSQ / DQ                   | Desclassificado (Disqualified)            |   |                                      |
| Recorde da temporada  | Recorde da temporada do atleta (Season best) | Recorde sul-americano | Recorde sul-americano (South America) | NM                         | Sem marca (No mark)                       |   |                                      |